# Julija Antonowna Awdejewa
Julija Antonowna Awdejewa (russisch Юлия Антоновна Авдеева, engl. Transkription Julia Avdeeva; * 6. Juli 2002) ist eine russische Tennisspielerin.

## Karriere

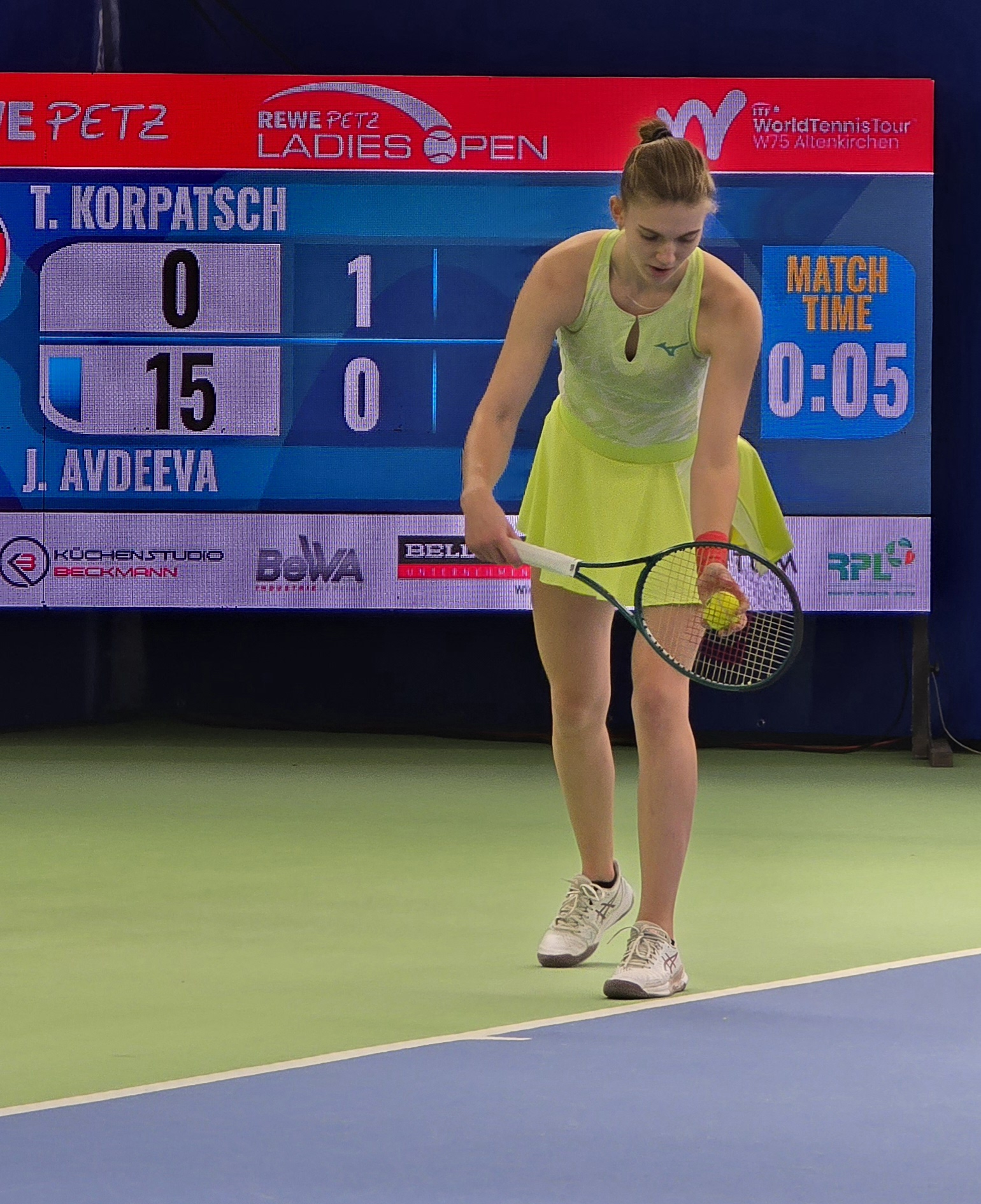
Julija Antonowna Awdejewa beim ITF-Turnier in Altenkirchen, das Sie 2024 und 2025 gewinnen konnte

Awdejewa spielt vorrangig auf der ITF Women’s World Tennis Tour, wo sie bisher fünf Titel im Einzel gewinnen konnte.
2020 trat sie bei den French Open an, wo sie im Juniorinneneinzel mit Siegen über Guillermina Grant und Linda Fruhvirtová ins Achtelfinale kam, wo sie dann gegen Océane Babel mit 6:4, 2:6 und 3:6 verlor. Im Juniorinnendoppel unterlag sie mit Partnerin Aljona Falej bereits in der ersten Runde Kryszina Dsmitruk und Jana Kaladsinskaja mit 4:6 und 1:6.
2022 erreichte sie bei den Reinert Open das Achtelfinale und bei den Tennis International Darmstadt das Viertelfinale. Bei den BTHC Women’s Open 2022 wie auch bei den Ladies Open Vienna 2022 scheiterte sie bereits in der ersten Runde.
2023 erreichte sie bei den Open 3c Seine-et-Marne das Achtelfinale, bei den Wiesbaden Tennis Open 2023 schied sie als Qualifikantin in der ersten Runde des Hauptfelds aus.
In der 2. Tennis-Bundesliga spielte sie 2022 für den TC GW Aachen.

## Spielstil
Awdejewas Spiel baut auf ihren Grundlagen geprägt von Kraft und Aggressivität. Mit Aufschlägen von über 190 km/h gehört sie zur Weltspitze im Frauentennis. Sie bevorzugt das Grundlinien-Spiel.
Bei der Platzwahl präferiert sie den Hartplatz.

## Turniersiege

### Einzel
| Nr. | Datum            | Turnier            | Kategorie | Belag             | Finalgegnerin       | Ergebnis      |
| --- | ---------------- | ------------------ | --------- | ----------------- | ------------------- | ------------- |
| 1.  | 21. Mai 2023     | Kuršumlijska Banja | ITF W25   | Sand              | Lina Gjorcheska     | 6:1, 6:4      |
| 2.  | 22. Oktober 2023 | Hamburg            | ITF W60   | Hartplatz (Halle) | Ella Seidel         | 6:4, 7:62     |
| 3.  | 18. Februar 2024 | Altenkirchen       | ITF W75   | Teppich (Halle)   | Alison Van Uytvanck | 6:4, 6:4      |
| 4.  | 6. Oktober 2024  | Reims              | ITF W35   | Hartplatz (Halle) | Margaux Rouvroy     | 3:6, 6:3, 6:4 |
| 5.  | 16. Februar 2025 | Altenkirchen       | ITF W75   | Teppich (Halle)   | Darija Snihur       | 6:3, 6:3      |